# Pantoporia contunda
Pantoporia contunda är en fjärilsart som beskrevs av Hans Fruhstorfer 1908. Pantoporia contunda ingår i släktet Pantoporia och familjen praktfjärilar. Inga underarter finns listade i Catalogue of Life.